# Ceropegia sandersonii
Espèce
Classification phylogénétique
Ceropegia sandersonii est une espèce de plante à fleurs de la famille des Apocynacées. Elle est présente au Mozambique et en Afrique du Sud.

## Pollinisation
Cette espèce à la particularité d'émettre des molécules odorantes pour attirer les mouches du genre Desmometopa et se faire polliniser par elles. L'odeur émise est celle d'une abeille en danger, dont la mouches Desmometopa se nourrit. La mouche, attiré par l'odeur, entre dans le tube de la fleur. Elle est alors piégée et enduite de pollen. Elle est relâchée au bout de 24 h environ, elle est alors affamée et plus susceptible d'aller polliniser une autre plante,.